# Hugh Carthy
Hugh John Carthy (Fulwood, 9 juli 1994) is een Engels wielrenner die anno 2022 rijdt voor EF Education-EasyPost.

## Carrière
In 2015 werd Carthy, na twee seizoenen bij Rapha Condor JLT te hebben gereden, prof bij Caja Rural-Seguros RGA. Dat seizoen maakte hij in de Ronde van het Baskenland zijn debuut in een World Tour-wedstrijd. In het bergklassement eindigde hij op de negende plek. Later dat jaar won hij het jongerenklassement van de Ronde van Gévaudan Languedoc-Roussillon.
In 2016 nam Carthy deel aan de Ronde van Catalonië, waar hij, mede door een tiende en elfde plaats in respectievelijk de derde en vierde etappe, op de negende plaats in het algemeen klassement eindigde. Het jongerenklassement won hij met 44 seconden voorsprong op Davide Formolo. Op de laatste dag van april won hij de eerste etappe van de Ronde van Asturië, waardoor hij de eerste leiderstrui in ontvangst mocht nemen. Zijn leidende positie in het algemeen klassement wist hij in de overige twee etappes met succes te verdedigen, waardoor hij zowel het eind- als het jongerenklassement op zijn naam schreef. Carthy's laatste wedstrijd van het seizoen was de Ronde van Spanje, waarin plek 39 in de negende etappe zijn beste resultaat was.
Sinds 2017 rijdt Carthy voor Cannondale Drapac. Namens die ploeg werd hij onder meer twintigste in het eindklassement van de Ronde van Catalonië, veertiende in dat van de Ronde van de Alpen en vijftiende in dat van de Ronde van Guangxi.

## Palmares

### Overwinningen
2014
Proloog Mzansi Tour (ploegentijdrit)
Berg- en jongerenklassement Ronde van Japan
7e etappe Ronde van Korea
Eind- en jongerenklassement Ronde van Korea
2015
Jongerenklassement Ronde van Gévaudan Languedoc-Roussillon
2016
Jongerenklassement Ronde van Catalonië
1e etappe Ronde van Asturië
Eind- en jongerenklassement Ronde van Asturië
2018
Bergklassement Colorado Classic
2019
9e etappe Ronde van Zwitserland
Bergklassement Ronde van Zwitserland
2020
12e etappe Ronde van Spanje
2021
5e etappe Ronde van Burgos

### Resultaten in voornaamste wedstrijden
| Jaar | Ronde van Italië | Ronde van Frankrijk | Ronde van Spanje |
| ---- | ---------------- | ------------------- | ---------------- |
| 2016 |                  |                     | 125e             |
| 2017 | 92e              |                     |                  |
| 2018 | 77e              |                     |                  |
| 2019 | 11e              |                     | opgave           |
| 2020 |                  | 37e                 | ↑ (1)            |
| 2021 | 8e               |                     | opgave           |
| 2022 | 9e               |                     | 25e              |
| 2023 | opgave           |                     | 23e              |
| 2024 |                  |                     |                  |

| Jaar | Ronde van Lombardije | Waalse Pijl | Clásica San Sebastián |  | WK op de weg |  | Wereldranglijsten |
| ---- | -------------------- | ----------- | --------------------- |  | ------------ |  | ----------------- |
| 2016 |                      |             | 90e                   |  |              |  |                   |
| 2017 | opgave               |             |                       |  |              |  | 248e (UWT)        |
| 2018 |                      |             |                       |  | 66e          |  | 192e (UWT)        |
| 2019 | opgave               |             | 14e                   |  |              |  | 192e (UWR)        |
| 2020 |                      | opgave      |                       |  | opgave       |  | 48e (UWR)         |
| 2021 |                      |             |                       |  |              |  |                   |
| 2022 |                      |             |                       |  |              |  |                   |
| 2023 |                      |             |                       |  |              |  |                   |
| 2024 |                      |             | 48e                   |  |              |  |                   |

### Resultaten in kleinere rondes
| Jaar | Ronde van Catalonië | Ronde van het Baskenland | Ronde van Romandië | Critérium du Dauphiné | Ronde van Zwitserland | Ronde van Guangxi |
| ---- | ------------------- | ------------------------ | ------------------ | --------------------- | --------------------- | ----------------- |
| 2015 |                     | 85e                      |                    |                       |                       |                   |
| 2016 | 9e                  |                          |                    |                       |                       |                   |
| 2017 | 20e                 |                          |                    |                       | 56e                   | 15e               |
| 2018 | 13e                 | opgave                   | 47e                |                       | 18e                   | 23e               |
| 2019 | opgave              | 12e                      | 28e                |                       | 27e (1)               | 75e               |
| 2020 |                     |                          |                    | 66e                   |                       |                   |
| 2021 | 8e                  | 12e                      |                    |                       |                       |                   |
| 2022 |                     |                          |                    |                       | opgave                |                   |

## Ploegen
- 2013 –  Rapha Condor JLT
- 2014 –  Rapha Condor JLT
- 2015 –  Caja Rural-Seguros RGA
- 2016 –  Caja Rural-Seguros RGA
- 2017 –  Cannondale Drapac Professional Cycling Team
- 2018 –  Team EF Education First-Drapac p/b Cannondale
- 2019 –  EF Education First Pro Cycling
- 2020 –  EF Education First Pro Cycling
- 2021 –  EF Education-Nippo
- 2022 –  EF Education-EasyPost
- 2023 –  EF Education-EasyPost
- 2024 –  EF Education-EasyPost
- 2025 –  EF Education-EasyPost

Aramendia · Arroyo · Barbero · Benito · Bilbao · Carthy · Ferrari · Fraile · Gonçalves · Grijalba · Lasca · Madrazo · Mas · Molina · Pardilla · Parra · Prades · Sáez · Txurruka · Vilela · Jiménez (stagiair) · Murphy (stagiair) · Rosón (stagiair)
Aramendia · Arroyo · Barbero · Benito · Bilbao · Carthy · Ferrari · Gallego · D. Gonçalves · J. Gonçalves · Lastra · Madrazo · Mas · Molina · Pardilla · Prades · Rosón · Rubio · Sáez · Vilela · Azkarate (stagiair) · Irisarri (stagiair) · Zabala (stagiair)
van Baarle · Bettiol · Bevin · Brown · Canty · Carthy · S. Clarke · W. Clarke · Craddock · Dombrowski · Formolo · Howes · Koren · Langeveld · Mullen · Phinney · Rolland · Scully · Skujiņš · Slagter · Talansky · Urán · Van Asbroeck · Vanmarcke · Villella · Wippert · Woods · Monk (stagiair)
Breschel · Brown · Canty · Cardona · Carthy · S. Clarke · W. Clarke · Craddock · Docker · Dombrowski · Howes · Langeveld · Magnusson · Martínez · McLay · Modolo · Moreno · Owen · Phinney · Rolland · Scully · Urán · Van Asbroeck · Vanmarcke · Woods
Bennett · van den Berg · Bettiol · Breschel · Brown · Caicedo · Carthy · Clarke · Craddock · Docker · Dombrowski · Higuita · Hofland · Howes · Kangert · Langeveld · Martínez · McLay · Modolo · Morton · Owen · Phinney · Scully · Urán · van Garderen · Vanmarcke · Villalobos · Whelan · Woods
Bennett · Bettiol · Caicedo · Carthy · Clarke · Cort · Craddock · Docker · Guerreiro · Halvorsen · Higuita · Hofland · Howes · Kangert · Keukeleire · Langeveld · Martínez · Morton · Owen · Powless · Rutsch · Scully · Urán · Van den Berg · Van Garderen · Vanmarcke · Villalobos (tot 1 augustus) · Whelan · Woods · Bissegger (stagiair)
Arroyave Cañas · Barta · Beppu · Van den Berg · Bettiol · Bissegger · Caicedo · Camargo · Carr · Carthy · Cort · Craddock · Docker · El Fares · Van Garderen tot en met 21 juni · Guerreiro · Higuita · Hofland · Howes · Keukeleire · Langeveld · Morton · Nakane · Owen · Powless · Rutsch · Scully · Urán · Valgren · Whelan
Arroyave Cañas · Bettiol · Bissegger   · Caicedo · Camargo · Carr · Carthy · Cepeda (vanaf 1/8) · Chaves · Cort · Doull · Eiking · Guerreiro · Healy · Howes (tot 31/7) · Keukeleire · Kudus · Langeveld · Morton (tot 31/7) · Nakane · Padun · Piccolo (vanaf 1/8) · Powless · Quinn · Rutsch · Scully · Shaw · Steinhauser · Urán · Valgren · J. van den Berg · M. van den Berg · Wiśniowski
Amador · Bettiol · Bissegger   · Caicedo · Camargo · Carapaz · Carr · Carthy · Cepeda · Chaves · Cort · de Bod · Doull · Eiking · Healy · Honoré · Keukeleire · Kudus · Padun · Piccolo · Powless · Quinn · Rutsch · Scully · Shaw · Steinhauser · Urán · J. van den Berg · M. van den Berg · Wiśniowski · van der Lee (stagiair)
Amador · Beloki · Bettiol(tot 14/8) · Bissegger · Carapaz · Carr · Carthy · Cepeda · Chaves · Costa · de Bod · Doull · Healy · Honoré · Nerurkar · Piccolo(tot 21/6) · Powless · Quinn · Rafferty · Rootkin-Gray · Rutsch · Ryan · Shaw · Steinhauser · Sweeny · Todome · Urán · Valgren · van den Berg · van der Lee · Hlady (stagiair) · Lovidius (stagiair)